# Пуэрто (станция метро)
«Пуэрто» (исп. Puerto) — станция метрополитена Вальпараисо. Является конечной станцией единственной линии.
Открыта 23 ноября 2005 года в составе первого пускового участка метро «Пуэрто» — «Лимаче» (в предварительном режиме 19 ноября 2005 года в составе участка «Пуэрто» — «Рекрео»).